# 于尔赛
于尔赛（法語：Urçay，法語發音：[yʁsɛ]）是法国阿列省的一个市镇，位于该省西北部，属于蒙吕松区。

## 地理
于尔赛（46°37'29"N, 2°35'21"E）面积12.49 平方千米，位于法国奥弗涅-罗讷-阿尔卑斯大区阿列省，该省份为法国中部省份，北起涅夫勒省、西北接谢尔省，西南至克勒兹省，南至多姆山省，东南临卢瓦尔省，东临索恩-卢瓦尔省。
与于尔赛接壤的市镇（或旧市镇、城区）包括：布赖兹、莱特隆、拉佩尔什、莫讷-维特赖。

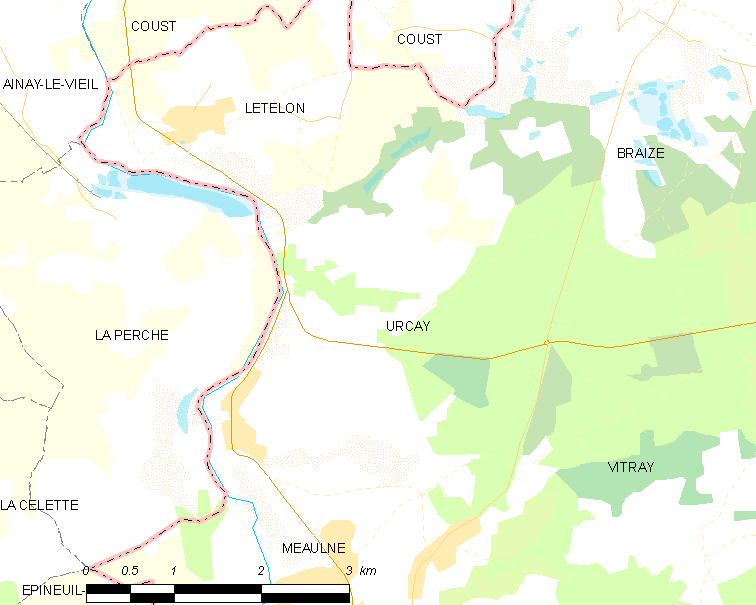
于尔赛的OSM定位图

于尔赛的时区为UTC+01:00、UTC+02:00（夏令时）。

## 行政
于尔赛的邮政编码为03360，INSEE市镇编码为03293。

## 政治
于尔赛所属的省级选区为波旁拉尔尚博县。

## 人口

1962-2008年间于尔赛人口变化图示

于尔赛于2022年1月1日时的人口数量为296人。